# Aleksandra Jasińska-Nowicka
Aleksandra Jasińska-Nowicka (ur. 29 grudnia 1901 w Warszawie, zm. 8 lutego 1976 w Krakowie) – polska malarka, graficzka.

## Życiorys
Urodziła się 29 grudnia 1901 w Warszawie w rodzinie artysty malarza Zdzisława Jasińskiego i jego żony Eleonory z Wilkońskich herbu Odrowąż jako ich najstarsza z trzech córek.
Studiowała w warszawskiej Akademii Sztuk pięknych u Karola Tichego i Władysława Skoczylasa i w 1924 uzyskała dyplom akademicki. Następnie, przez półtora roku przebywała w Paryżu i studiowała w pracowni rysunku – Académie de la Grande Chaumière. Przebywając we Francji zaprzyjaźniła się z Rose Bailly.
W 1927 wyszła za mąż za Stanisława Nowickiego i zamieszkała z mężem we Lwowie. W czasie okupacji przebywała w Warszawie i wzięła udział w powstaniu warszawskim.
Po II wojnie światowej zamieszkała w Krakowie i systematycznie przyjeżdżała do Warszawy. Była znana jako rysowniczka, rysowała portrety tuszem, pastelą, kredką, sangwiną i ołówkiem. Wiele jej dzieł pozostaje w miejscu tworzenia, w rodzinnych zbiorach, w prywatnych domach. Przed wojną uczestniczyła m.in. w wystawach w Salonie Wiosennym Towarzystwa Zachęty Sztuk Pięknych w Warszawie w 1934 oraz Salonie Towarzystwa Przyjaciół Sztuk Pięknych we Lwowie w 1936. Po wojnie brała udział w wystawach organizowanych w Krakowie oraz w Warszawie.

## Twórczość
Portrety:
- Maria Dąbrowska (1959),
- prof. Tadeusz Kotarbiński (1960),
- prof. Adam Krzyżanowski (1958),
- prof. Bronisław Rutkowski (1955),
- prof. Leon Płoszewski (1956),
- szkic głowy Władysława Piaseckiego (1975),
- portret Juliusza Słowackiego naturalnej wielkości wykonany w ołówku.
- portrety dzieci góralskich wykonywane w trakcie pobytów w górach.